# George Moses Horton
George Moses Horton (Northampton County, ca.1797 - ca. 1883) was een Afro-Amerikaans dichter uit North Carolina, de eerste die in de zuidelijke staten van de VS werd gepubliceerd. Zijn boek werd uitgegeven in 1828 toen hij nog steeds een slaaf was. Hij werd pas in 1865, op het einde van de Amerikaanse Burgeroorlog, vrijgelaten.
Horton publiceerde zijn eerste poëziebundel, The Hope of Liberty, in 1829, en werd zo de eerste Afro-Amerikaan die een boek in de zuidelijke staten publiceerde - en een van de eerste dichters die in zijn werk openlijk protesteerde tegen de slavernij. Na de Burgeroorlog reisde Horton met de 9e Michigan Cavalry Volunteers door heel North Carolina. Tijdens die reizen ontstonden zijn gedichten die in 1885 onder de titel Naked Genius gepubliceerd zouden worden. Na 68 jaar als slaaf vestigde hij zich in Philadelphia, waar hij nog 17 jaar als een vrij man leefde tot aan zijn dood in 1883.
Alas! and am I born for this, To wear this slavish chain? Deprived of all created bliss, Through hardship, toil and pain!— Uit zijn gedicht On Liberty and Slavery
- Bibliothèque nationale de France: cb12002661s (data)
- Gemeinsame Normdatei: 121979369
- International Standard Name Identifier: 0000 0000 6316 904X
- Library of Congress Control Number: n50030738
- Nationale Bibliotheek van Israël: 987007328129505171
- Nederlandse Thesaurus van Auteursnamen: 207211795
- SNAC: w63z63j3
- Système universitaire de documentation: 076443663
- Trove: 1248068
- Virtual International Authority File: 8257080
- WorldCat: E39PBJktkJwBrFqWtDcPC4cQMP